# Brompton Road (Londen)

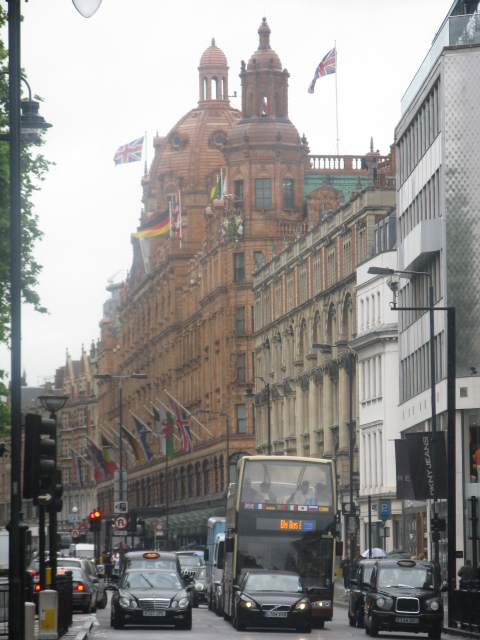
Brompton Road in de wijk Knightsbridge

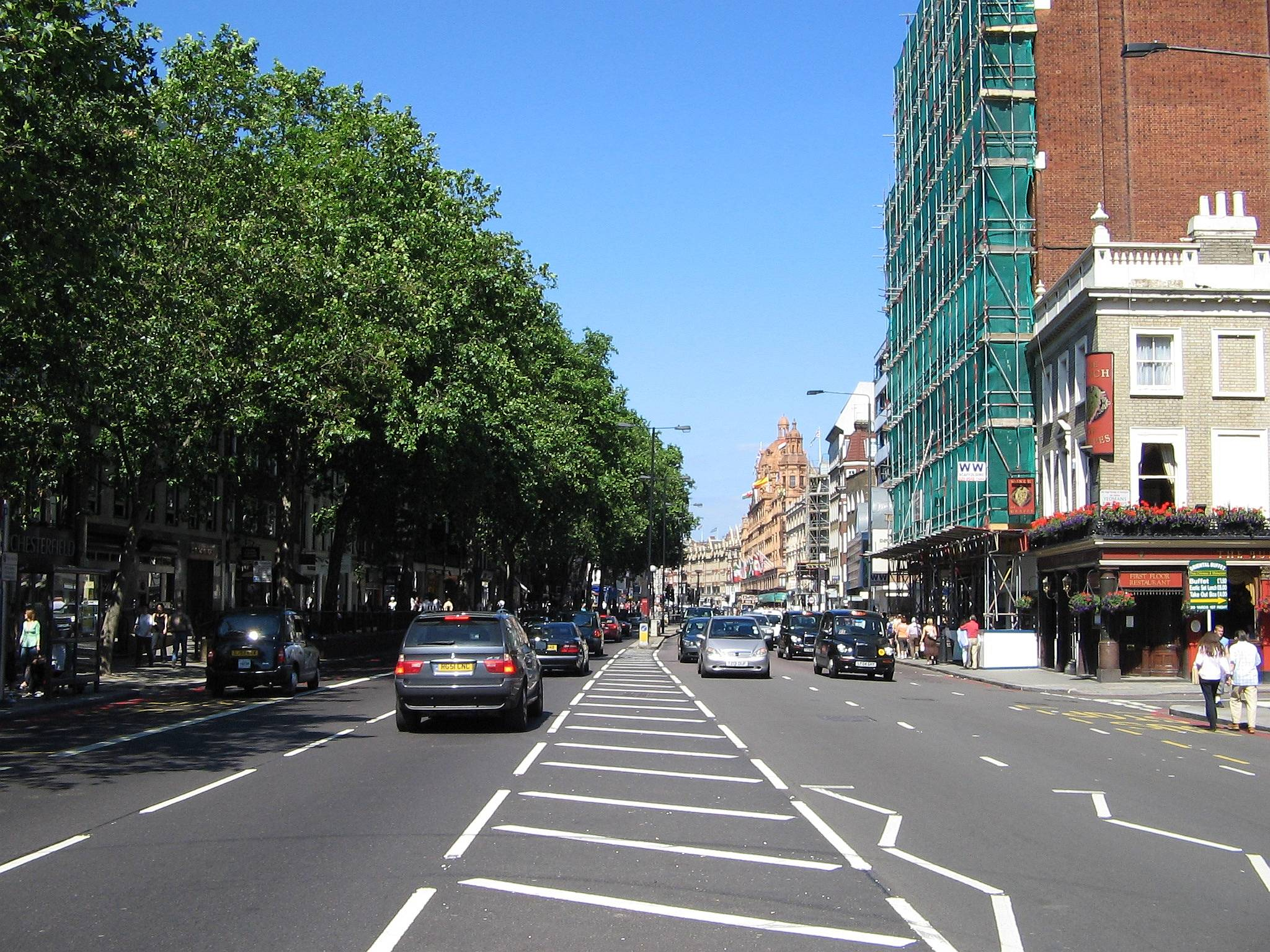
Brompton Road, oostwaarts

Brompton Road is een straat gelegen in het zuidelijke deel van Knightsbridge en in het oostelijke deel van Brompton in de Royal Borough of Kensington en Chelsea en deels de City of Westminster in Londen .
De straat begint bij het metrostation Knightsbridge en loopt in zuidwestelijke richting tot aan Egerton Gardens en het oostelijke deel van het South Kensington metrostation. Het eindpunt van de route, ook wel bekend als Brompton Cross, gaat over in Fulham Road, waar de voetbalclub Chelsea gevestigd is.
Langs Brompton Road bevinden zich vele luxe 5-sterrenhotels, toprestaurants en exclusieve winkels. Het wereldberoemde warenhuis Harrods ligt in de buurt van het oostelijke uiteinde van de weg. Ook de Kerk van het Onbevlekte Hart van Maria, ook wel de Brompton Oratory genoemd, is een opvallend herkenningspunt langs de weg. De Ambassade van Uruguay is gevestigd op nummer 150.
Het voormalige Brompton Road metrostation lag halverwege tussen Knightsbridge en South Kensington aan de Piccadilly-lijn, vlak bij de Brompton Oratory. Het station werd op 30 juli 1934 gesloten vanwege een gebrek aan reizigers en na de opening van nieuwe ingangen bij het Knightsbridge station.
Soms wordt de straat verward met Old Brompton Road, die verder naar het westen in South Kensington ligt.
In de jaren tachtig ging er onverwachts een bom af net buiten Harrod's. Daarbij kwamen een politieman en enkele winkelende mensen om het leven. De IRA eiste de verantwoordelijkheid op, die beweerde dat de explosie onbedoeld was.